# Walther Wunsch
Walther Wunsch (* 16. Februar 1900 in Lahr/Schwarzwald; † 16. November 1982) war ein deutscher Ingenieur und langjähriges Vorstandsmitglied der Ruhrgas AG und des DVGW.

## Ausbildung und beruflicher Werdegang
Walther Wunsch besuchte das Realgymnasium in Karlsruhe und nach dem Heeresdienst auch die dortige Technische Hochschule, um Chemie zu studieren. Er wurde am Gasinstitut von 1923 bis Ende 1927 ausgebildet und war mehrere Jahre hauptamtlich Assistent von Carl Gustav Bunte. In Karlsruhe wurde er Mitglied der Burschenschaft Germania (heute Teutonia).
Ab Januar 1928 arbeitete Walther Wunsch für die Aktiengesellschaft für Kohleverwertung, die spätere E.ON Ruhrgas AG. 1939 übernahm er die Steuerung der gesamten westdeutschen Kokereigaswirtschaft. Unter anderem war er für den Betrieb und die Unterhaltung des Rohrnetzes, das mehr als 2.000 km Länge hatte, verantwortlich. 1947 wurde er zum stellvertretenden und 1954 zum ordentlichen Vorstandsmitglied.

## Mitgliedschaften
Walther Wunsch war Vorstandsmitglied des Verbands der deutschen Gas- und Wasserwerke, der Zentrale für Gasversorgung, des Hauses der Technik in Essen, der Gesellschaft für praktische Energiekunde in Karlsruhe und des Fachverbandes Kohlechemie in Essen. Des Weiteren war er Vizepräsident des Rates der Internationalen Gasunion, Aufsichtsratsmitglied der Steinkohlegas AG, Mitglied des Energiekreises beim BMWi, Mitglied des Deutschen Nationalen Komitees der Weltkraftkonferenz, Mitglied des Wissenschaftlichen Rates der Demag-AG und Ehrenmitglied der Österreichischen Vereinigung für das Gas- und Wasserfach. Walther Wunsch war Mitglied des Kuratoriums des Gasinstituts der Technischen Hochschule Karlsruhe und Vorsitzender des Kuratoriums des Gaswärmeinstitutes Essen.

## Ehrungen und Sonstiges
1951 wurde Walther Wunsch von seiner Alma Mater zum Dr.-Ing. ehrenhalber, aufgrund seiner Verdienste um die Erforschung der physikalischen Vorgänge in Ferngasleitungen und deren Auswertung zu anerkannten Maß- und Betriebsverfahren. 1952 erhielt Walther Wunsch einen Lehrauftrag für Gasverteilung und -messung an der RWTH Aachen. Er war Mitherausgeber der Zeitschrift Das Gas- und Wasserfach (GWF) und der Wärme.
Am 18. Oktober 1966 wurde Walther Wunsch mit dem Großen Verdienstkreuz des Verdienstordens der Bundesrepublik Deutschland geehrt. Im selben Jahr wurde er mit der Bunsen-Pettenkofer-Ehrentafel ausgezeichnet.